# Pierre Toussaint

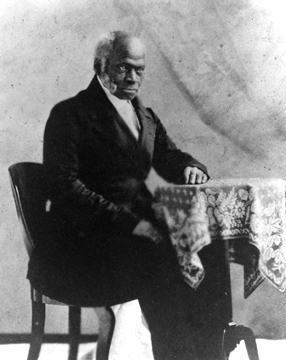
Czcigodny Pierre Toussaint

Pierre Toussaint (ur. 27 czerwca 1766 na Saint-Domingue; zm. 30 czerwca 1853 w Nowym Jorku) – Czcigodny Sługa Boży Kościoła katolickiego. 

## Życiorys
Urodził się jako niewolnik, był wychowywany przez rodzinę Bernard. Pracował jako fryzjer, kiedy w 1807 roku zmarła Madame Bernard – wówczas został zwolniony z niewoli. Zakochał się w piętnastoletniej niewolnicy Juliette Noel, następnie wykupił ją i uwolnił. W 1811 roku ożenił się z nią. Razem z żoną opiekowali się z chorymi i sierotami, a także pomagali uchodźcom. Po śmierci siostry zajął się wychowaniem jej córki Eufemii. W 1851 roku zmarła jego żona. On sam dwa lata później w wieku 87 lat. Pochowano go na cmentarzu Old St. Patrick's. W 1990 roku jego szczątki przeniesiono do krypty pod ołtarzem Katedry Świętego Patryka. W 1996 roku Jan Paweł II ogłosił go czcigodnym i rozpoczął jego proces beatyfikacyjny.